# Othems distrikt
Othems distrikt är ett distrikt i Gotlands kommun och Gotlands län. 
Distriktet ligger omkring Slite.

## Tidigare administrativ tillhörighet
Distriktet inrättades 2016 och utgörs av det område som före 1971 utgjorde Slite köping, delen som före 1936 utgjorde Othems socken. 
Området motsvarar den omfattning Othems församling hade vid årsskiftet 1999/2000.